# Alfred Mond
Alfred Moritz Mond (23 octobre 1868-27 décembre 1930) est un industriel, financier et homme politique britannique. Plus tard, il est devenu un sioniste actif.

## Jeunesse et éducation
Il est né à Farnworth, Widnes, Lancashire, Angleterre, le fils cadet de Ludwig Mond, un chimiste et industriel qui a émigré d'Allemagne, et de son épouse Frieda Löwenthal, tous deux d'origine juive. Il fait ses études au Cheltenham College et au St. John's College de Cambridge mais échoue à ses tripos en sciences naturelles. Il étudie ensuite le droit à l'Université d'Édimbourg et est admis au barreau à Inner Temple en 1894 .

## Carrière en affaires
Par la suite, il rejoint l'entreprise de son père, Brunner Mond & Company en tant que directeur, devenant plus tard son directeur général. Il est également directeur général de l'autre entreprise de son père, la Mond Nickel Company. Il exerce aussi des mandats dans la International Nickel Corporation of Canada, Westminster Bank et Industrial Finance Investment Corporation. Sa principale réalisation commerciale a été en 1926 de travailler à la fusion de quatre sociétés distinctes pour former Imperial Chemical Industries (ICI) l'une des plus grandes sociétés industrielles du monde à l'époque . Il en devient le premier président.

## Carrière politique
Il est également impliqué dans la politique et siège comme député libéral de Chester de 1906 à 1910, de Swansea de 1910 à 1918 et de Swansea West de 1918 à 1923. Il sert dans le gouvernement de coalition de David Lloyd George en tant que premier commissaire aux travaux de 1916 à 1921 et en tant que ministre de la Santé (avec un siège au Cabinet) de 1921 à 1922. Il change ensuite de parti et représente Carmarthen de 1924 à 1928, initialement en tant que libéral. Bien que partisan du «nouveau libéralisme» au début de sa carrière politique et «promoteur vocal d'une réforme sociale constructive» dans le gouvernement de l'après-guerre, Mond est devenu conservateur en 1926 après s'être disputé avec Lloyd George à propos de la proposition controversée de l'ancien premier ministre qui prévoit de nationaliser les terres agricoles ,.
Il est créé baronnet, de Hartford Hill à Great Budworth dans le comté de Chester, en 1910 et est admis au Conseil privé en 1913 . En 1928, il est élevé à la pairie en tant que baron Melchett, de Landford dans le comté de Southampton.
Le père de Mond a légué une collection de tableaux de maîtres anciens à la National Gallery et Alfred leur a fourni un logement en 1924. En 1929, il fournit un terrain à Chelsea pour la Chelsea Health Society .
Il est élu membre de la Royal Society en 1928 et reçoit un certain nombre de diplômes honorifiques d'Oxford, de Paris et d'autres universités.

## Sionisme
Il visite la Palestine pour la première fois en 1921 avec Chaim Weizmann et est devenu par la suite un sioniste enthousiaste, contribuant à la Société de colonisation juive pour la Palestine et écrivant pour des publications sionistes . Il est devenu président de la British Sionist Foundation et contribue financièrement aux causes sionistes . Melchett fonde la ville de Tel Mond, maintenant en Israël. Melchett commence également à construire ce qui est maintenant l'une des rares maisons privées au bord de la mer de Galilée, connue sous le nom de Villa Melchett. Tel Aviv et plusieurs autres villes israéliennes ont une rue Melchett pour le commémorer.
L'une des contributions les plus durables de Mond au sionisme n'est pas venue de moyens politiques directs mais de son soutien enthousiaste et actif à Pinhas Rutenberg, à qui le gouvernement britannique a accordé des concessions exclusives pour produire et distribuer de l'électricité en Palestine. Mond siège au conseil d'administration de la Palestine Electric Company et a activement promu la société dans les cercles politiques et industriels de Londres .

## Vie privée
En 1894, Mond épouse Violet Mond (en) et ils ont un fils, Henry Mond (2e baron Melchett), et trois filles, Eva Violet, Mary Angela et Norah Jena. Mond est décédé dans sa maison de Londres en 1930, et son fils lui succède comme baron .

## Publications
- Industrie et politique (1927)
- Unité économique impériale (1930)

Mond est mentionné dans le poème A Cooking Egg de TS Eliot en 1920. Il est également largement considéré comme l'inspiration derrière Mustapha Mond, l'un des dix contrôleurs mondiaux du roman Brave New World d' Aldous Huxley de 1932.